# Miserere (Pärt)
Miserere és una obra coral escrita pel compositor estonià Arvo Pärt entre 1989 i 1992. Combina la lletra de dos himnes litúrgics tradicionals: el Miserere i el Dies irae. La peça comença amb repetides súpliques de pietat, acompanyades de pauses dramàtiques, que condueixen a l'arribada del dia de la ira, senyalitzat per un potent repic de tambors. El tambor inicia cada nou vers mentre el cor canta les paraules més terrorífiques de la litúrgia cristiana. Després d'haver enfrontat la catàstrofe, el cor ascendeix a altures radiants sobre la ressonància profunda de l'orgue, el tam-tam i la campana. Les interpretacions del Miserere solen durar uns 35 minuts.